# Carta da archivio

Simbolo della carta da archivio

La carta da archivio o carta senza acidi è una tipologia di carta che se infusa nell'acqua produce un pH neutro o leggermente basico (7 o leggermente più elevato). Può essere fatta da qualsiasi fibra di cellulosa purché la polpa acida attiva sia eliminata durante il processo. Questa carta è priva sia di zolfo che di lignina. La carta senza acido affronta il problema della conservazione a lungo termine di documenti e opere d'arte.

## Panoramica
La carta a base di polpa lignea cui non è stata rimossa la lignina col tempo si deteriora, diventando fragile e giallognola. Quando esposta alla luce o al calore, le molecole nella carta si degradano ancora più velocemente. La carta acida di polpa lignea si è diffusa nel tardo XIX secolo; negli anni trenta del XX secolo il chimico e bibliotecario William Barrow pubblicò una relazione sul deterioramento della carta acida nelle biblioteche. Per evitare la graduale disintegrazione dei materiali scritti, si sono adottate misure per migliorare la qualità della carta.
Durante la produzione, la carta senza acidi può essere trattata con una base debole (solitamente bicarbonato di calcio o magnesio) per neutralizzare gli acidi naturali che si formano nella polpa di legno e può anche essere tamponata per prevenire la formazione di acidi ulteriori che possono svilupparsi durante la patinatura. Il bicarbonato è aggiunto in eccesso per fornire la carta di una riserva alcalina atta a proteggerla dall'attacco da acidi residui nella carta o forniti dall'ambiente (come l'anidride solforosa atmosferica). Il bicarbonato durante l'essiccazione rilascia anidride carbonica e acqua convertendosi in carbonato di calcio o carbonato di magnesio. Affinché la carta duri almeno 100 anni, deve avere una riserva alcalina almeno del 2%.
Oggi gran parte della carta prodotta in commercio è priva di acidi, ma questo fatto è in gran parte dovuto al passaggio dal caolino al carbonato di calcio precipitato (PCC) come il principale materiale nella polpa. Il carbonato di calcio reagisce con gli acidi e richiede quindi che la polpa sia chimicamente neutra o alcalina. Gli additivi di patinatura che sono stati miscelati nella polpa o applicati alla superficie della carta devono essere anche privi di acido.
La carta alcalina ha un'aspettativa di vita di oltre un millennio per le carte migliori, per le carte di qualità media raggiunge i 500 anni. La produzione di carta alcalina offre molti altri vantaggi oltre a quelli di conservazione alle pubblicazioni e ai documenti che la impiegano. Poiché si utilizzano meno sostanze corrosive per la sua produzione, il processo è molto meno aggressivo sui macchinari, riducendo così i tempi di fermo tecnico per la manutenzione e prolungandone la vita utile. Il processo è anche molto più ecologico, le acque reflue e i sottoprodotti del processo di lavorazione della carta possono infatti essere riciclati; si può risparmiare energia nel processo di essiccazione e raffinazione; inoltre la carta alcalina può essere riciclata più facilmente.